# 东印度公司 (游戏)
《东印度公司》是芬兰游戏开发商Nitro Games开发、瑞典Paradox Interactive发行的一款即时战略游戏。
该游戏以欧洲凭借东印度公司征服南亚和东南亚的历史为素材。游戏中，玩家将扮演东印度总督的角色。任务是征服东印度，建立贸易帝国。
当敌方战船与玩家的战船遭遇时可进行海战，敌人试图进攻玩家的殖民地时可进行即时战斗。游戏中整合了贸易、海战和经营的元素。玩家可建造舰队，靠强大的战船和私掠船征服敌人。

## 资料片：私掠船（East India Company: Privateer）
发行日期：2009年10月27日

## 资料片：特拉法尔加海战（East India Company: Battle of Trafalgar）
发行日期：2009年12月1日